# TBS 계열 애니메이션 목록
《TBS 계열 애니메이션》은 도쿄방송(JNN) 가맹국에 방송되는 텔레비전 애니메이션이다.

## 제작·방영형태
- ▼ : 심야 애니메이션
- ◆ : BS-TBS의 방영 실시
- ◇ : CS채널의 방영 실시

## ㄱ
- 괴짜가족 ▼ (浦安鉄筋家族 / 1998~1999년)
- 기동전사 건담 SEED ◆◇ (機動戦士ガンダム / 2002~2003년, 2004~2005년)
- 기동전사 건담 OO ◆◇ (機動戦士ガンダム / 2007~2008년, 2008~2009년)
- 기동전사 건담 AGE ◆◇ (機動戦士ガンダム / 2011~2012년)
- 건담 G의 레콘기스타 ▼◆◇ (機動戦士ガンダム /2014~2015년)
- 기동전사 건담 철혈의 오펀스 ◆◇ (機動戦士ガンダム / 2015~2016년)
- 꿈을 이뤄주는 코끼리 (夢をかなえるゾウ / 2009년)
- 강철의 연금술사 (鋼の錬金術師/ 2003~2004년, 리메이크:2009~2010년)

## ㄴ
- 나는 친구가 적다 ▼◆ (僕は友達が少ない / 2011년)
- 내일의 요이치! ▼◆ (明日のよいち! / 2009년)
- 냥코이! ▼◆ (にゃんこい! / 2009년)

## ㄷ
- 다이쇼 야구소녀 ▼◆ (大正野球娘 / 2009년)
- 더 울트라맨 (ザ☆ウルトラマン / 1979년)
- 딸기 마시마로 ▼◆ (苺ましまろ / 2005년)
- 다가시카시 ▼◆ (2016년)
- 단간론파 ▼◆ (2013년, 2016년)
- 듀라라라! ▼◆(2010년, 2015년, 2016년)

## ㄹ

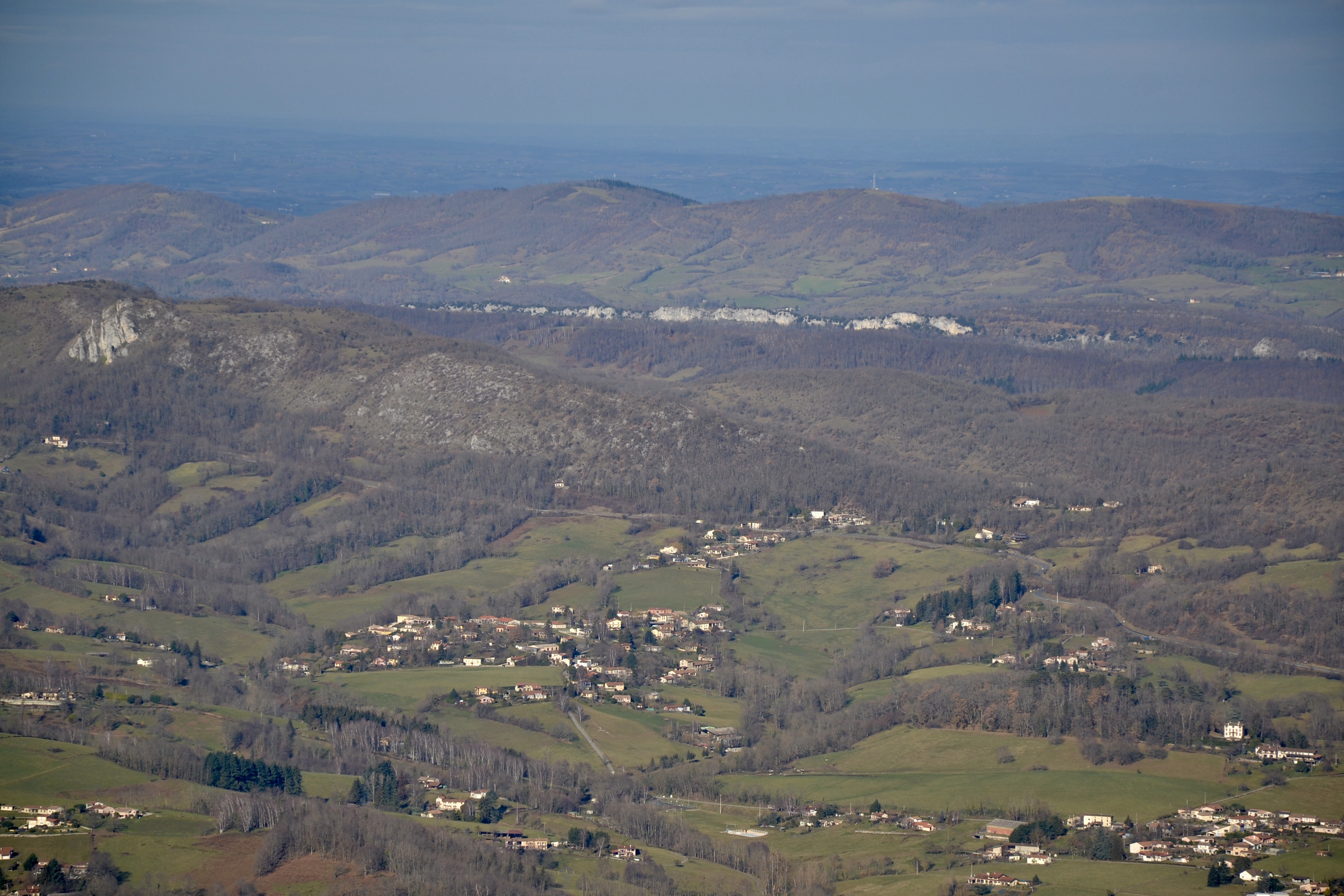
로젠메이든 등장인물인 소우세이세키. 코스프레

- 로젠 메이든 ▼◆◇ (ローゼンメイデン / 2005~2006년,2013년)
- 랜스 & 마스크 ▼◆ (2015년)
- 로코돌 ▼◆(2014년)

## ㅁ
- 미소의 세상 (きこちゃんすまいる/ 1996~1997년)
- 몬스터 팜 (モンスターファーム / 1999~2000년, CBC)
- 마호로매틱 ▼◆ (まほろまてぃっく / 2001~2002년)
- 마법전쟁 ▼◆(2014년)

## ㅂ
- 바다 이야기 ~당신이 있어 주었기에~ ▼ (うみものがたり 〜あなたがいてくれたコト〜 / 2009년, CBC)
- 바이스·사바이브 (ヴァイス・サヴァイヴ / 2009년)
- 바스캇슈! (バスカッシュ! / 2009년, MBS)
- 별의 커비 (星のカービィ / 2001~2003년, CBC)
- 비탄의 아리아 ▼◆(2011년)
- 블레이드 앤 소울 ▼◆(2013년)

## ㅅ
- 사스케 (サスケ)
- 사쿠라대전 (サクラ大戦 / 2000년, TBS・MBS)
- 식극의 소마 ▼◆(2015년)
- 신칸센 변형로보 신카리온 (2018년~2019년)
- 쇼와 겐로쿠 라쿠고 심중 ▼◆(2016년)
- 샤를로트 ▼◆(2015년)
- 소녀들은 황야를 향한다 ▼◆(2016년)

## ㅇ
- 에이토만 (エイトマン / 1963년)
- 여름색 기적 ▼(夏色キセキ / 2012년)
- 오! 나의 여신님 (ああっ女神さまっ / 1993년~1994년 (OVA), 2005년(TV시리즈))
- 아인 ▼◆(2016년)
- 역시 내 청춘 러브코미디는 잘못됐다 ▼◆(2013년, 2015년)
- 인피니티 스트라토스 ▼◆(2011년, 2013년)
- 이 중에 1명, 여동생이 있다! ▼◆(2014년)
- 우주전함 야마토 2199 (2013년)
- 에우레카 7 시리즈 ▼◆(2005년, 2007년, 2008년, 2010년, 2013년)
- Angel beat! ▼◆(2010년)
- 육화의 용사 ▼◆ (2015년)

## ㅈ
- 작은 눈의 요정 슈가 (ちっちゃな雪使いシュガー / 2001~2002년)
- 전국 바사라 (戦国BASARA / 2009년)
- 작안의 샤나 ▼◆(2005~2006년, 2007~2008년, 2011~2012년, MBS)
- 저, 트윈 테일이 됩니다 ▼◆(2014년)
- 진격의 거인 ▼◆(2013년)
- 진격! 거인 중학교 ▼◆(2015년)
- 죠시라쿠 ▼◆(2012년)

## ㅊ
- 체포하라 ◇ (逮捕しちゃうぞ / 1996년)

## ㅋ
- 캠퍼 ▼◆ (けんぷファー / 2009년)
- 케이온! ▼◆ (けいおん / 2009년)
  - 케이온!! 2기 ▼◆ (けいおん2期 / 2010년)
- 크게 휘두르며 ▼◆ (おおきく振りかぶって / 2007~2008년, TBS·MBS)
  - 크게 휘두르며 ~여름 대회편~ ▼◆ (おおきく振りかぶって / 2010년~, TBS·MBS)
- 클라나드 ▼◆◇ (クラナド / 2007년)
  - 클라나드 CLANNAD 〜AFTER STORY〜 ▼◆ (クラナド 〜AFTER STORY〜 2008~2009년)
- 코드 기아스 반역의 를르슈 ▼◆ (2006~2007년, 2008년(전일, 일 오후 5:00))
- 캡틴 어스 ▼◆ (2014년)
- 쿠로코의 농구 ▼◆ (2012년, 2013년, 2015년)

## ㅍ
- 판도라 하츠 ▼◆ (パンドラハーツ / 2009년)
- 판타지 스타 온라인 ▼◆ (2016년)
- 파워캐치 완다  (2017)

## ㅎ
- 흑의 계약자 2기 유성의 쌍둥이 ▼ (DARKER THAN BLACK -流星の双子- / 2009년, MBS)
- 흑집사 ▼ (黒執事 / 2008년, MBS)
- 히다마리 스케치 ▼◆◇ (ひだまりスケッチ / 2007년)
  - 히다마리 스케치 x365 ▼◆◇ (ひだまりスケッチ×365 / 2008년)
  - 히다마리 스케치 ☆☆☆ ▼◆◇ (ひだまりスケッチ☆☆☆ / 2010년)
- 혁명기 발브레이브 (2013년)
- 하이큐! ▼◆(2014년(전일, 일 17:00), 2015~2016년)
- 혈계전선 ▼◆(2015년)

## 영문
- To LOVE루 -트러블- ▼◆ (To LOVEる -とらぶる- / 2008년)
- THE IDOLM@STER ▼◆ (2011년)
- K ▼◆ (2012년, 2015년)
- TIGER & BUNNY ▼◆(2011년)

## 같이 보기
- 일본의 애니메이션
- 도쿄 방송
- 마이니치 방송
- 주부닛폰 방송
- 아사히 방송 (ANN)
- NHK의 애니메이션 목록
- 닛폰 TV 계열 애니메이션 목록 (NNN 가맹국)
- 후지 TV 계열 애니메이션 목록 (FNN 가맹국)
- TV 아사히 계열 애니메이션 목록 (ANN 가맹국)
- TV 도쿄 계열 애니메이션 목록 (TXN 가맹국)
- 독립 UHF 애니메이션 목록